# 小坂吉俊
小坂 吉俊（おさか よしとし、生没年不明）は室町時代の武将。柏井荘吉田城主（3代目）。初代城主の小坂吉政は子に娘が2人しかおらず、父の小坂行宗（前野俊平の子）は孫四郎の猶子となった。通称、源九郎。弟に小坂正高、娘に長女妙善（前野宗康室）、息子に長男小坂正氏、次男小坂正吉（政吉）がいる。

## 概要
吉俊は、家督を長男の久蔵正氏に譲っているが、弘治2年（1556年）清洲城攻めの深田（現在の愛知県あま市七宝町桂深田）の戦で正氏は討死し、次男源九郎正吉も深手を蒙って子も無がなった（のちに越前の陣で戦没）。娘妙善と前野宗康（織田信安家老）の長男小坂雄吉（初名宗吉、幼名千代太郎）が、吉田城に居城し、織田信秀・信長父子に仕え、信長は小坂氏の名跡が絶えることを惜しみこれを受け継ぐこととなった。そして、信長の命令で上条城に来た佐久間勢500とともに上条城に拠った。 